# Joe Choynski
Joe Choynski est un boxeur américain né le 8 novembre 1868 à San Francisco, Californie, et mort le 24 janvier 1943 à Cincinnati, Ohio.

## Carrière
Fils d'un immigrant polonais, il commence sa carrière professionnelle en 1887 en s'inclinant face à James J. Corbett. Choynski n'a jamais combattu pour le titre de champion du monde poids lourds mais s'est illustré en faisant jeu égal avec James J. Jeffries le 30 novembre 1897, Bob Fitzsimmons le 17 juin 1894 puis Marvin Hart le 16 novembre 1903 et en battant par KO au 3e round Jack Johnson le 25 février 1901 avant que celui-ci ne devienne champion.

## Distinction
- Joe Choynski est membre de l'International Boxing Hall of Fame depuis 1998[3].